# Ordezjanka
Ordezjanka (ryska: Ордежанка) är ett vattendrag i Belarus.   Det ligger i voblasten Vitsebsks voblast, i den nordöstra delen av landet, 210 km nordost om huvudstaden Minsk.
I omgivningarna runt Ordezjanka växer i huvudsak blandskog. Runt Ordezjanka är det ganska tätbefolkat, med 75 invånare per kvadratkilometer.